# Рольф Юган Віттінґ
Рольф Юган Віттінґ (фін. Rolf Johan Witting; 30 вересня 1879, Виборг, Велике князівство Фінляндське — 11 жовтня 1944, Порвоо, Фінляндія) — фінський політик і дипломат; з 1940 по 1943 роки — міністр закордонних справ Фінляндії.
Народився 30 вересня 1879 року в Виборзі, в Великому князівстві Фінляндському.
З 27 березня 1940 по 5 березня 1943 року був міністром закордонних справ Фінляндії.
Помер 11 жовтня 1944 року в Порвоо у Фінляндії.